# Михалево (Приволжский район)
Михалево — деревня в Приволжском районе Ивановской области России. Входит в состав Рождественского сельского поселения.

## История
Впервые упоминается в 1628 году в Писцовой книге Суздальского уезда письма М.М.Трусова: За князь Львом да за князь Иваном князь Михайловыми детьми Волконского по государеве жалованной грамоте 135-го (1627) году за приписью дияка  Неупокоя Кокошина и по выписи Ивана Наумова 129-го (1621) году, что им дано за московское осадное сиденье за королевичев приход из их же помесья, что было за Сулемшею Микифоровым сыном Волохова, а после была за отцом их за князем Михаилом Волконским, сельцо Сараево… Деревня Михалево на суходоле...Два двора крестьянских. Пашни паханые середние, земли петнатцать чети да перелогом и лесом поросло десять чети с осьминою в поле, а вдву по тому ж, сена и лесу нет. Упоминается в 1646 году в Переписной книге Суздальского уезда переписи стольника С.Г. Пушкина как деревня Михалиха. Владелец вотчины - князь Иван Михайлович Волконский.
Позднее Михалево вместе с другими окрестными деревням села Сараево принадлежало известному полководцу А.В. Суворову. Вотчину Сараево отец Александра Суворова приобрёл в 1771 году по закладной П. И. Сатиной. После смерти отца в 1775 году Суворов получил наследство в две тысячи крепостных, в том числе "Костромского наместничества, Плесской округи, в селе Сараеве, деревнях Федорихе, Симанихе и Михалевой, мужеска сто шестьдесят девять, женска сто шестьдесят три души". Согласно девятой ревизской сказке 1850 года в деревне находилось 23 двора, население составляло 116 человек.
До 1778 года входило в Ермолин стан Суздальского уезда. С 1778 по 1795 год входило в Плесский округу Костромского наместничества. В конце XIX — начале XX века село входило в состав Игнатовской волости Нерехтского уезда Костромской губернии, с 1918 года — Иваново-Вознесенской губернии.. С 1929 входило в состав Сараевского сельсовета Середского района Ивановской области, с 1954 года — в составе Рождественского сельсовета,  с 1983 года — в составе Приволжского района, с 2005 года — в составе Рождественского сельского поселения.

## География
Деревня расположена в северной части Ивановской области, в зоне хвойно-широколиственных лесов, в пределах восточной части Ростово-Плёсской моренной гряды, к югу от автодороги 24Н-094, на расстоянии примерно 20 километров (по прямой) к юго-востоку от города Приволжска, административного центра района. Абсолютная высота — 120 метров над уровнем моря.

### Климат
Климат характеризуется как умеренно континентальный, с продолжительной морозной многоснежной зимой и умеренно жарким влажным летом. Среднегодовая температура воздуха — 2,7 °C. Средняя температура воздуха самого холодного месяца (января) — −11,8 °C (абсолютный минимум — −46 °C), средняя температура самого тёплого (июля) — 17,4 °С (абсолютный максимум — 38 °C). Безморозный период длится около 120—150 дней. Годовое количество атмосферных осадков составляет 700—750 мм, из которых большая часть выпадает в тёплый период.

### Часовой пояс
Деревня Михалево, как и вся Ивановская область, находится в часовой зоне МСК (московское время). Смещение применяемого времени относительно UTC составляет +3:00.

## Население
| 2010 | 2013 |
| ---- | ---- |
| 6    | ↘5   |

### Национальный состав
Согласно результатам переписи 2002 года, в национальной структуре населения русские составляли 100 % из 5 чел.

## Известные уроженцы
- Хлебников Николай Михайлович (1895–1981) — советский военачальник, артиллерист Герой Советского Союза. В деревне установлен памятный знак напротив дома, в котором родился Николай Михайлович.